# Caoilinn Springall
Caoilinn Springall (* 2011 oder 2012) ist eine irische Kinderdarstellerin.

## Karriere
Ihr Debüt gab Springall 2020 in dem Netflixfilm The Midnight Sky. Anschließend belegte sie 2023 in der Serie Citadel eine der Hauptrollen. Im selben Kahr trat sie in dem Film Stopmotion auf. Außerdem spielte Springall in The Beast Within mit. 2024 war sie in einer Folge in Doctor Who zu sehen. Unter anderem wurde sie 2025 für den Film In the Lost Lands gecastet.

## Filmografie
Filme
- 2020: The Midnight Sky
- 2023: Stopmotion
- 2024: The Beast Within
- 2025: In the Lost Lands

Fernsehserien
- 2023: Citadel
- 2024: Doctor Who